# Liste der Kulturgüter in Fischingen
Die Liste der Kulturgüter in Fischingen enthält alle Objekte in der Gemeinde Fischingen im Kanton Thurgau, die gemäss der Haager Konvention zum Schutz von Kulturgut bei bewaffneten Konflikten, dem Bundesgesetz vom 20. Juni 2014 über den Schutz der Kulturgüter bei bewaffneten Konflikten sowie der Verordnung vom 29. Oktober 2014 über den Schutz der Kulturgüter bei bewaffneten Konflikten unter Schutz stehen.
Objekte der Kategorien A und B sind vollständig in der Liste enthalten, Objekte der Kategorie C fehlen zurzeit (Stand: 1. Januar 2023).

## Kulturgüter
| Foto |                                                                        | Objekt                                                                        | Kat. | Typ | Standort                                      | Beschreibung |
| ---- | ---------------------------------------------------------------------- | ----------------------------------------------------------------------------- | ---- | --- | --------------------------------------------- | ------------ |
| ja   | Datei hochladen · Wikidata zu Kloster Fischingen (Q670608)             | Benediktinerkloster (jetzt Priorat) mit Kirche und Iddakapelle KGS-Nr.: 05003 | A    | G   | Kloster 1b 715479 / 252389                    |              |
| ja   | Datei hochladen · Wikidata zu St. Martinskapelle (Q29525885)           | St.-Martins-Kapelle KGS-Nr.: 05005                                            | A    | G   | Oberwangen, Dorfstrasse 15.2 715780 / 254354  |              |
| ja   | Datei hochladen · Wikidata zu Katholische Kirche (Q29525879)           | Katholische Kirche KGS-Nr.: 10239                                             | A    | G   | Dussnang, Kurhausstrasse 34.8 714967 / 254386 |              |
| ja   | Datei hochladen · Wikidata zu Tannegg, Burgruine / Wüstung (Q29525893) | Tannegg, mittelalterliche Burgruine und Wüstung KGS-Nr.: 10486                | A    | F   | 714060 / 254390                               |              |
| ja   | Datei hochladen · Wikidata zu Reformierte Kirche (Q29882844)           | Reformierte Kirche KGS-Nr.: 05004                                             | B    | G   | Dussnang, Kurhausstrasse 38.1 714889 / 254343 |              |
| ja   | Datei hochladen · Wikidata zu Katholische Kirche St. Anna (Q29882840)  | Katholische Kirche St. Anna KGS-Nr.: 05007                                    | B    | G   | Au, Hörnlistrasse 6.1 714362 / 250750         |              |
| ja   | Datei hochladen · Wikidata zu Burghügel Hushalden (Q29882831)          | Dussnang / Hushalden, mittelalterliche Burgstelle KGS-Nr.: 05009              | B    | F   | 714620 / 255180                               |              |
| ja   | Datei hochladen · Wikidata zu Ehemalige Mühle Tannegg (Q29882836)      | Ehemalige Mühle Tannegg KGS-Nr.: 05011                                        | B    | G   | Tannegg 1 714227 / 254094                     |              |
| ja   | Datei hochladen · Wikidata zu Bauernhaus (Q29882829)                   | Bauernhaus KGS-Nr.: 10964                                                     | B    | G   | Anwil 3 716353 / 255553                       |              |
| ja   | Datei hochladen · Wikidata zu Reformiertes Pfarrhaus (Q29882846)       | Reformiertes Pfarrhaus KGS-Nr.: 13702                                         | B    | G   | Dussnang, Frohsinnstrasse 2 714897 / 254266   |              |